# 中国共产党第二十届中央纪律检查委员会
中国共产党第二十次全国代表大会于2022年10月16日至22日在北京召开。大会选举产生133名中国共产党第二十届中央纪律检查委员会委员。

## 常务委员会
书记：
- 李希（中共中央政治局常委兼，正国级）

副书记：
- 刘金国（中共中央书记处书记、国家监委主任兼，副国级）
- 张升民（中央军委委员、中央军委纪委书记，火箭军上将，准国级）
- 肖培（国家监委副主任）
- 喻红秋（女，国家监委副主任）
- 傅奎（国家监委副主任）
- 孙新阳（国家监委副主任）
- 刘学新（国家监委副主任）
- 张福海（国家监委副主任）

常委（按姓氏笔画为序排列）：
- 王晓萍（女，国家监委委员，2022年12月30日免；现任人力资源和社会保障部部长）
- 王爱文（国家监委委员，中央和国家机关工作委员会副书记兼纪检监察工委书记）
- 王鸿津（国家监委委员，中央巡视工作领导小组办公室主任）
- 刘金国
- 刘学新
- 许罗德（国家监委委员）
- 孙新阳
- 李希
- 李欣然（满族，国家监委委员，中央纪委秘书长、中央纪委国家监委办公厅主任）
- 肖培
- 张升民
- 张福海
- 陈国强（中央军委纪委副书记，空军中将）
- 赵世勇（国家监委委员，中央纪委国家监委组织部部长）
- 侯凯（审计署审计长）
- 訚柏（纳西族，国家监委委员，中央政法委秘书长）
- 喻红秋
- 傅奎
- 穆红玉（女，国家监委委员）

秘书长：
- 李欣然

## 委员名单
委员名单（按姓氏笔画为序排列）：
于绍良、万敏、习骅、马学蒂、马森述、王林、王赋、王卫东、王双全、王立山、王兴宁、王陆进、王拥军、王建新、王承文、王晓萍（女）、王爱文、王常松、王鸿津、王裕文、王新哲、王慧敏、艾俊涛、叶民、田湘利、冯志礼、边学文、曲吉山、曲孝丽（女）、吕岩松、朱国标、任洪斌、任爱荣（女）、任鸿斌（土家族）、刘军、刘炤、刘爽、刘训言、刘军川、刘奇凡、刘昌林、刘金国、刘学新、刘美频、刘海泉、许罗德、许宪平、孙斌、孙也刚、孙怀新、孙新阳、李军、李希、李元平、李仰哲、李兆宗、李迎春、李欣然（满族）、李金英（女，回族）、李建明、杨国中、杨笑祥、杨逸铮（女）、肖培、吴清海、吴道槐、余永洪、邹天敬、冷少杰、汪洋、汪鸿雁、沈晓晖、宋依佳（女）、宋寒松、宋福龙、宋德民、迟耀云、张军（北理工）、张忠、张敏（女）、张骥、张巍、张义全、张天宝、张升民、张际文、张荣顺、张爱华、张福海、张曙光、陆俊华、陈健、陈国猛、陈国强、陈剑飞、陈辐宽、林国耀、杭元祥、郑庆东、房灵敏、赵世勇、胡瑜海、侯凯、侯淅珉、施克辉、姜新军、娄纯泗、秦斌、莫永成、夏红民、高飞（苗族）、高波、郭文奇、訚柏（纳西族）、涂更新、黄良波、龚堂华、崔鹏、韩宪锋、喻红秋（女）、程东方、程立峰、傅奎、傅明先、腊翊凡、蒲宇飞、廖西元、廖建宇、缪文江、樊大志、滕佳材、穆红玉（女）、魏山忠

## 历次全体会议
| 次 | 日期               | 主要內容 |
| -- | ------------------ | --- |
| 1  | 2022年10月23日     | - 选举了中央纪律检查委员会书记、副书记和常务委员会委员，报中央委员会批准 |
| 2  | 2023年1月9日至10日 | - 全面贯彻习近平新时代中国特色社会主义思想 - 深入贯彻落实党的二十大精神 - 研究部署2023年纪检监察工作 - 审议通过了李希同志代表中央纪委常委会所作的工作报告                                       |
| 3  | 2024年1月8日至10日 | - 深入学习贯彻习近平新时代中国特色社会主义思想 - 全面贯彻落实党的二十大和二十届二中全会精神 - 回顾2023年纪检监察工作，部署2024年任务 - 审议通过了李希同志代表中央纪委常委会所作的工作报告       |
| 4  | 2025年1月6日至8日  | - 深入学习贯彻习近平新时代中国特色社会主义思想 - 全面贯彻落实党的二十大和二十届二中、三中全会精神 - 总结2024年纪检监察工作，部署2025年任务 - 审议通过了李希同志代表中央纪委常委会所作的工作报告 |